# Gymnasura saginaea
Gymnasura saginaea är en fjärilsart som beskrevs av Turner 1899. Gymnasura saginaea ingår i släktet Gymnasura och familjen björnspinnare. Inga underarter finns listade i Catalogue of Life.